# Outside (пісня Джорджа Майкла)
Outside — пісня Джорджа Майкла, випущена на Epic Records 19 жовтня 1998 року. Це був головний сингл зі збірки кращих хітів Майкла «Ladies & Gentlemen: The Best of George Michael».

## Історія створення
На пісню 4 червня 1998 року був знятий кліп, в якому Майкл сатирично зобразив поліцію США, що затримує людей, які цілуються і займаються сексом в публічних місцях. Приводом до створення такого кліпу стала історія, що сталася з самим Майклом 7 квітня 1998, коли він був затриманий поліцейськими за «непристойну поведінку» в туалеті в Беверлі-Гіллз. В результаті цієї історії співак був змушений публічно визнати свою гомосексуальність.
Сингл посів друге місце в UK Singles Chart. «Outside» стала однією з багатьох пісень, яким не вдалося досягти вершини чарту через тривале лідирування в ньому Шер з піснею «Believe».